# Bibliothèque de l’École des chartes
Die Bibliothèque de l’École des chartes ist eine historische Fachzeitschrift in Frankreich. Sie wird seit 1839 von der École nationale des chartes herausgegeben und widmet sich der Kritik und Auswertung historischer Quellen vom Mittelalter bis zur Neuzeit. Sie erscheint in zwei jährlichen Lieferungen.

## Online-Ausgaben
- Jahrgänge 1840 bis 2007 (Bände 1 bis 165) bei Persée, dem Fachzeitschriften-Portal des französischen Hochschul- und Forschungsministeriums.
- Jahrgänge 1839 bis 1944 (Bände 1 bis 105) bei  Gallica, dem Digitalisierungsprojekt der französischen Nationalbibliothek.